# Frank Retzlaff
Frank Retzlaff ist ein ehemaliger deutscher Basketballspieler.

## Leben
Retzlaff, ein 2,10 Meter großer Innenspieler, wurde von Hermann Huß aus Zittau nach Berlin geholt, dort war er dann Mitglied der Mannschaft des DDR-Serienmeisters BSG AdW Berlin. Ihm wurde die Auszeichnung Meister des Sports verliehen, 1984 war er DDR-Basketballer des Jahres. 1988 verließ er AdW Berlin und spielte dann für EAB Berlin in Berlin-Lichtenberg. Des Weiteren war Retzlaff langjähriger DDR-Nationalspieler. Nach dem Ende der DDR spielte er beim MTV Wolfenbüttel in der 2. Basketball-Bundesliga.
Retzlaff, der in den 1970er Jahren an der Berliner Humboldt-Universität ein Studium in den Fächern Sport und Geografie absolvierte, arbeitete bis 2016 im Rang eines Polizeihauptkommissars als Leiter der Studien- und Ausbildungsgruppe Spitzensport für die Polizei Sachsen-Anhalt und war Sportbeauftragter der Polizeifachhochschule Sachsen-Anhalt in Aschersleben.
Als Altherrenbasketballspieler nahm Retzlaff an deutschen Meisterschaften sowie an internationalen Meisterschaften wie Weltmeisterschaften teil und betreute als Trainer zudem die deutsche Ü45-Auswahl unter anderem bei den Europameisterschaften 2012 sowie 2014.